# Turpan černý
Turpan černý (Melanitta nigra) je malý druh kachny z řádu vrubozobých. Samec je celý černý, bez bílé kresby, s hrbolem u kořene zobáku; hřbet zobáku je žlutý. V letu jsou ruční letky světlejší. Samice je hnědá, s výrazně světlejšími tvářemi a stranami krku, čímž připomíná samici zrzohlávky rudozobé (ta je ale výrazně větší). Mladí ptáci mají světlejší břicho. Hnízdí u jezer a řek v severských lesích, v České republice vzácně přezimuje.

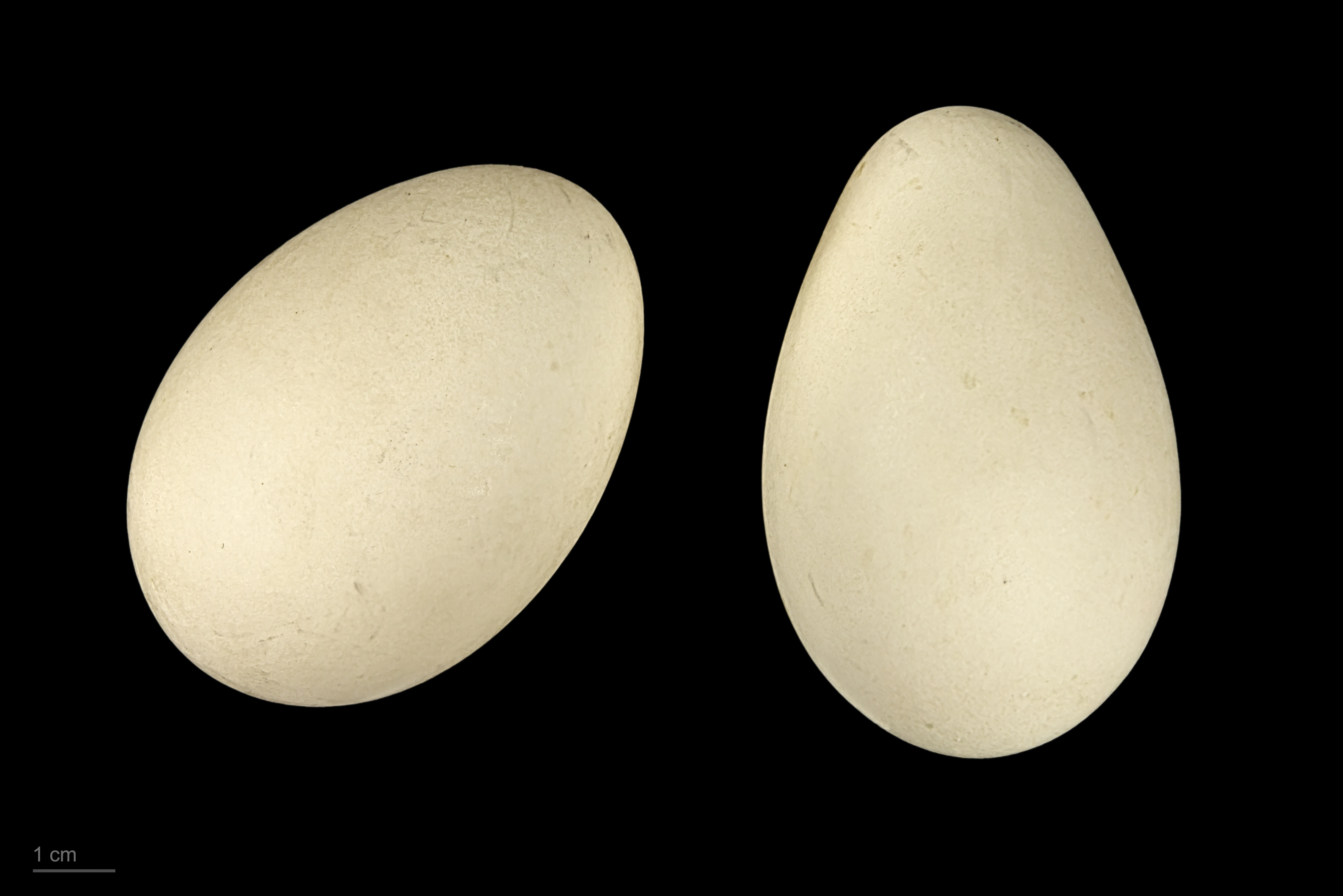
Vejce turpana černého